# Tim Brown
Tim Brown (ur. 6 marca 1981 w Ascot) – nowozelandzki piłkarz, reprezentant kraju grający na pozycji środkowego pomocnika.

## Kariera piłkarska
Karierę rozpoczął w 2000 w klubie Miramar Rangers. W 2001 przeszedł do klubu Cincinnati Bearcats. W 2004 przeszedł do Richmond Kickers. W 2006 grał w Newcastle Jets. Od 2007 do 2012 był piłkarzem Wellington Phoenix, gdzie zakończył karierę piłkarską.

## Kariera reprezentacyjna
Karierę reprezentacyjną rozpoczął 31 maja 2004 w spotkaniu z Wyspami Salomona wygranym przez jego drużynę 3:0. W 2009 został powołany przez trenera Rickiego Herberta na Puchar Konfederacji 2009, gdzie reprezentacja Nowej Zelandii odpadła w fazie grupowej. 10 maja 2010 został powołany przez trenera Rickiego Herberta na MŚ 2010. W sumie w reprezentacji wystąpił w 30 spotkaniach.